# Au cœur du Z
Au cœur du Z : Un journaliste a infiltré la campagne d'Éric Zemmour est un livre du journaliste indépendant Vincent Bresson paru le 17 février 2022 aux Éditions Goutte d'Or, dans lequel il relate son infiltration de la campagne d'Éric Zemmour à l'élection présidentielle française de 2022.

## Résumé
Au cœur du Z est un livre écrit par Vincent Bresson sur son infiltration du mouvement politique français « Génération Z » de septembre 2021 à janvier 2022. L'auteur a changé son nom pour s'infiltrer dans le mouvement qui soutient Éric Zemmour, candidat d'extrême droite à l'élection présidentielle de 2022. Dans le livre, il révèle les stratégies agressives de la campagne numérique d'Éric Zemmour, telles que l'inondation des réseaux sociaux et l'orientation politique de pages Wikipédia en français. Le journaliste dit avoir rejoint une cellule nommée « WikiZédia », dont l'objectif était de créer dans l'encyclopédie des liens vers des contenus concernant l'homme politique. L'enjeu est grand : la page d'Éric Zemmour avait été la plus consultée en 2021 avec près de 50 000 lectures chaque jour.
Vincent Bresson décrit également ses expériences personnelles au sein de « Génération Z », où il constate des propos racistes (tels que les mots « nègre » et « mamadou » pour désigner des personnes noires), des chants de la Wehrmacht et la présence de « néonazis dans l'entourage d'Éric Zemmour ».
Au cœur du Z est présenté comme une plongée sans tabou dans une campagne politique devenue une croisade pour certains. Le journaliste accuse par ailleurs Samuel Lafont, chargé de la communication numérique du candidat, de tentative d'instrumentalisation du réseau social Twitter, dans un objectif de manipulation de l'opinion publique, en lui faisant croire à une large adhésion aux idées du candidat Éric Zemmour (astroturfing).

## Réception critique
Selon l'association Génération Z, l'ouvrage « a clairement pour objet de décrédibiliser les actions de nos militants » et, selon elle, il s'agit d'une « infiltration idéologiquement orientée ».
La journaliste Sonia Devillers confie s'être attendue « à ce que la déloyauté du procédé (l'infiltration sous fausse identité) soit compensée par la haute importance des informations collectées » mais déclare ne pas avoir été convaincue. Elle a ajouté que « l'auteur décrit de manière vivante la façon dont les activistes de Génération Z se muent en armée du Web, sous la houlette de Samuel Lafont, directeur de la stratégie numérique de Zemmour ».

## Répercussions
À la suite des révélations du livre, Wikipédia a banni sept comptes de militants pro-Zemmour faisant partie de la cellule WikiZedia, dont Cheep, un contributeur de l’encyclopédie depuis 2008 ayant effectué plus de 160 000 contributions. Pour Samuel Lafont, l'expulsion de Cheep a été actée « sans raison » : il estime que « les gens ne comprennent pas le fonctionnement de Wikipédia, qui est une encyclopédie participative ». Du fait de ces tentatives de manipulation, une bannière est ajoutée aux pages Wikipédia relatives à Éric Zemmour et à son parti politique, Reconquête !, expliquant : « Cet article semble être une page autobiographique ou autocentrée qui a fait l'objet de modifications substantielles, soit par le principal intéressé, soit par une ou plusieurs personnes en lien étroit avec le sujet ». Pour Génération Z, « l'absence de menaces et de représailles, évidemment légitime, démontre également que les soutiens d'Éric Zemmour, contrairement à d'autres organisations, sont profondément pacifiques et en faveur de la liberté d'expression, bien loin des caricatures auxquelles ils sont confrontés ».

## Tirage
Au cœur du Z a été tiré à 35 000 exemplaires.